# Pollina
Pollina – miejscowość i gmina we Włoszech, w regionie Sycylia, w prowincji Palermo.
Według danych na rok 2004 gminę zamieszkiwały 3122 osoby, 63,7 os./km².

## Linki zewnętrzne

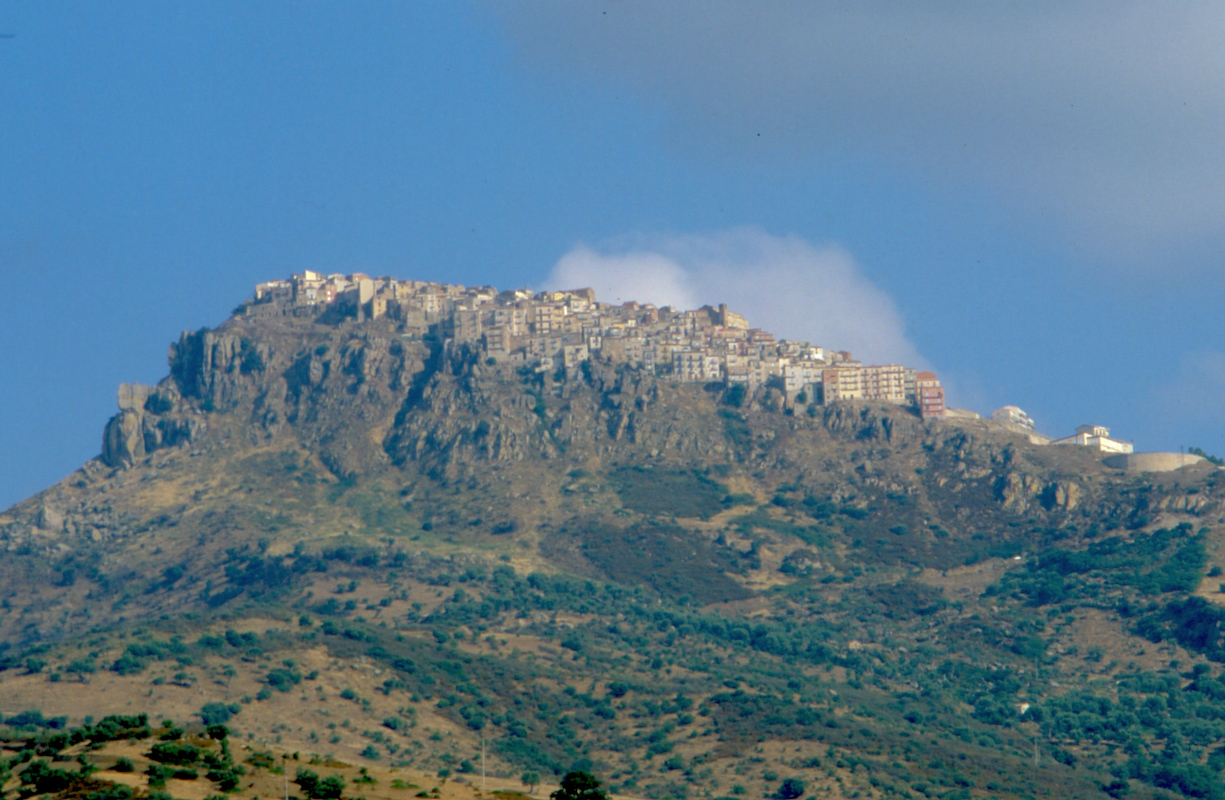
Panorama miejscowości